# Júlio do Carmo
Júlio do Carmo (* 13. Dezember 1960 in Cova Lima, Portugiesisch-Timor) ist ein osttimoresischer Politiker. Er ist Mitglied des Partido Democrático (PD) und Präsident der Partei in Cova Lima.

## Werdegang
Erst von 1982 bis 1988 besuchte Carmo an der Katholischen Grundschule Ave Maria in Suai und von 1988 bis 1992 die Prä-Sekundarschule. Für ein Jahr musste er die Schule unterbrechen, als sein Vater Gabriél do Carmo starb, doch seiner Mutter Martina Cardoso gelang es, das Schulgeld für die folgenden Jahre und für die Sekundarschule von 1992 bis 1994 zusammenzubekommen. Mit dieser schloss Júio do Carmo seine Schulausbildung ab. In dieser Zeit begann er sich im politischen Widerstand gegen die indonesische Besatzung zu engagieren.
Ab 2000 arbeitete Carmo für das Welternährungsprogramm der Vereinten Nationen, danach bei der CAVR und schließlich als Bauunternehmer in Cova Lima. Parallel begann er seine Karriere in der PD. Von 2006 bis 2012 war er Vorsitzender der Parteijugend in Cova Lima und von 2012 bis 2016 Mitglied des politischen Rates der Partei in der Gemeinde. Seit 2016 ist er Parteivorsitzender in Cova Lima.
Bei den Parlamentswahlen in Osttimor 2012 kandidierte Carmo auf Platz 46 der Parteiliste und 2017 auf Platz 14. Erst 2023 erhielt er mit Listenplatz 5 eine Position, die ihn erfolgreich in das Nationalparlament brachte. Doch bereits am 1. Juli 2023 wurde Carmo zum Vizeminister für Infrastruktur in der IX. Regierung Osttimors vereidigt, das verfassungsgemäß mit dem Verzicht auf den Parlamentssitz einherging.

## Sonstiges
Júlio do Carmo hat drei Schwestern und sechs Brüder. Von den Geschwistern lebten 2023 noch fünf. Júlio do Carmo ist mit Elda Fátima Pereira verheiratet und hat mit ihr zwei Kinder.